# Општина Појана Кристеј (Вранча)
Појана Кристеј (рум. Poiana Cristei) општина је у Румунији у округу Вранча.
Oпштина се налази на надморској висини од 391 m.